# 馮良知
馮良知（1506年—？），字養吾，雲南臨安衛官籍，湖廣黃陂縣人，明朝政治人物。

## 生平
嘉靖七年（1528年）戊子科雲貴鄉試第四十六名舉人。嘉靖十四年（1535年）中式乙未科會試第一百四十六名，登第三甲第八十名進士。初授行人，十九年十月选授礼科给事中，二十一年八月論劾大同巡撫侍郎龍大有及山西參政胡松，大有革職聽勘。又劾罢新任延绥巡撫任維賢，出为扬州府知府。

## 家族
曾祖馮政，壽官；祖父馮珉；父馮基，母朱氏。具庆下。弟良能。